# Magnus Cato
Magnus Cato (né le 30 juin 1967 à Göteborg) est un handballeur international suédois. Il participe aux Jeux olympiques d'été de 1996, remportant la médaille d'argent avec la Suède.

## Palmarès

### équipe de Suède
- Jeux olympiques de 1992 :
  -  Médaille d'argent.